# 河合竜二
河合 竜二（かわい りゅうじ、1978年7月14日 - ）は、東京都板橋区出身の元プロサッカー選手。現役時代のポジションはミッドフィールダー（ボランチ）、ディフェンダー（センターバック）。

## 来歴
1978年、東京都板橋区に生まれ、近所にあった帝京高校のサッカー部の練習を幼少の頃から両親に連れられ観に行っていたという環境の下で育てられ 、埼玉県鶴ヶ島町（現・鶴ヶ島市）に転居直後の4歳の時にサッカーを始める。小学3年生から地元のFC鶴ヶ島に所属し、6年生次には全日本少年サッカー大会の決勝大会に出場しベスト8入りを果たしている。卒業後は地元の鶴ヶ島中学校に進学しサッカー部に入部。2年生でレギュラーを勝ち取り 当時はフォワードでプレーしていた。中学卒業後は西武台高校へ進学し同級生の田畑昭宏と共にサッカー部に所属。1995年の2年生次にはインター杯で準優勝を経験し、個人としても埼玉県選抜に選ばれ国体に2年連続出場するなど活躍していたが、全国高等学校サッカー選手権大会への出場は1度も叶わなかった。

### 浦和レッドダイヤモンズ
1997年、高校時代の活躍を認められ田畑と共に地元の浦和レッドダイヤモンズに入団。高卒新人の同期には田畑の他、永井雄一郎、三本菅崇がおり、ポジションはディフェンダーとして登録され背番号は33を与えられた。当時の浦和はケッペル監督の下、守備陣には元ドイツ代表のブッフバルト、ユーゴスラビア代表のペトロビッチをはじめ、西野努らがおり、守備的な中盤でもベテランの堀孝史、広瀬治をはじめ、土橋正樹、阿部敏之、石井俊也らがおり、これらの実力者とポジションを争う事となった。
同期入団の田畑と永井が1年目ながら多くの出場機会を与えられ、U-20日本代表候補にも選出される活躍を見せていた一方で、河合に公式戦出場の機会は与えられずベンチ入りも適わなかった。翌1998年には新監督に原博実が就任するがこの年も出場機会は与えられず、3年目の1999年はチームが不振に陥りJ2降格を喫してしまう中で、シーズン途中には監督がア・デモス、吉田靖と相次いで交代し、9月23日のJ1-2nd第10節G大阪戦で初めてベンチ入りを果たすが 河合が起用される事はこの年も一度もなかった。
2000年、この年から新監督に斉藤和夫が就任し、登録ポジションをミッドフィールダーに変更するとプロ4年目にして念願の出場機会が訪れる。主力ボランチとして起用されていた石井俊也が累積警告で出場停止となると、さいたまダービーとなった5月22日J2第14節大宮戦で監督の斉藤は河合をボランチでスタメンに抜擢する。この起用により公式戦初出場を果たし勝利に貢献した1人となった。この試合をきっかけに以降の試合でも徐々に起用されるようになり主力に定着した。10月に横山謙三が総監督に就任するとリーグ戦でこそ控えに留まったものの天皇杯では積極的に起用され4回戦進出に貢献する。この年チームは最終的にJ1昇格を達成し、翌年以降の飛躍を期待させるシーズンとなった。
ところが、翌2001年からは状況が一変する。前年をもって横山が総監督を退任し、新しくチッタが監督に就任すると河合が試合で起用される事は1度もなく、2ndステージからは辞任したチッタに代わりピッタが監督に就くが、ピッタはプロ2年目の鈴木啓太をボランチで積極的に起用した。この年の浦和は徐々に順位を落としシーズン終盤にかけてJ1残留争いを強いられており、そうした事情も相まって河合が起用されたのは9月22日のJ1-2nd第6節鹿島戦の1試合のみであり、この試合が河合にとってJ1初出場であるのと同時に浦和で出場した最後の公式戦となった。また、この頃の河合はサテライトの試合でも思うような結果を残せず、2002年に入りオフトが監督に就任すると構想外となり、同年末をもって浦和を契約満了となった。

### 横浜F・マリノス
浦和の退団が決まった河合はこの年より実施されたトライアウトに参加するも、12月12日に実施された1度目のトライアウトでは移籍先は見つからず、翌2003年1月9日に実施された2度目のトライアウトを経て、この年から横浜F・マリノスの監督に就任する事が決定していた岡田武史より誘いを受け入団する。1月21日に河合の獲得を正式に発表。背番号は35を与えられ再びディフェンダーとして登録された。
岡田は河合をセンターバックとボランチでの起用を構想した為、日本代表の松田直樹、中澤佑二、波戸康広、韓国代表の柳想鐵をはじめ、遠藤彰弘、上野良治、成長著しい若手の那須大亮、栗原勇蔵ら多くの実力者とポジションを争う事となった。4月23日ヤマザキナビスコカップ予選リーグ第4節仙台戦の後半30分に永山邦夫と途中交代で移籍後初出場を果たし、7月16日の同第6節の柏戦で移籍後初フル出場を果たした。一方、リーグ戦では出場機会に恵まれないままチームは1stステージ優勝を果たすが、2ndステージに入りセンターバックの主力を務めていた松田が負傷と体調不良の影響によりコンディションを落とすと、代役としてほとんどの試合に起用される。松田不在の穴を埋める活躍を見せチームの2ndステージ優勝に貢献した1人となった。また、同年開催の天皇杯にも3回戦以降の全試合にスタメン起用され、同3回戦の市立船橋高校戦の前半6分に先制点を決め、プロ7年目にして公式戦初ゴールを挙げた。
2004年、リーグ戦開幕前の2月に負傷し離脱を経験するが、この頃チームはACLの予選とA3チャンピオンズカップを並行して戦っており、また、試合日程と代表招集が重なり多くの主力選手が不在のまま戦いを余儀なくされた事などから 河合はACLを戦う主力メンバーとして起用された。この予選リーグでチームは最終的に首位と勝ち点で並ぶものの得失点差によって敗退が決定するが、4月21日の城南一和戦ではこの大会で準優勝を遂げる相手に決勝ゴールを挙げ勝利に貢献するなど 攻守に渡りチームを支えた。その一方でリーグ戦では、この年にベテランの中西永輔が移籍加入した事もあり出場試合数こそ前年を下回ったものの、1stステージで先発起用された全3試合では相手攻撃陣を無失点に抑え勝利に貢献する など起用に応える働きを見せ、チームは前年に続きこのステージでも優勝を果たした。続く2ndステージでは序盤こそ試合出場はなかったが、勝ち切れない試合が続き順位を落とすと先発に起用されるようになり最終節までチームを支えた。最終的に2ndステージを6位で終えた為、このステージで優勝した古巣浦和とチャンピオンシップを戦う事が決定すると、河合はこの重要な2試合でフル出場し中澤佑二、松田直樹と共に3バックの一角を担い攻守に渡り欠かせない働きを見せる。12月5日の第1戦では後半21分に奥大介の右からのコーナーキックをヘディングシュートで決め、このゴールがチームを勝利に導く値千金の決勝点となり、同時に古巣浦和に初めて挙げた恩返しゴールとなった。守備でも浦和の攻撃陣を無失点に抑え、続く12月11日の第2戦でも、浦和に同点に追いつかれるも以降は延長戦に入っても追加点を許さずPK戦の末に勝利を収める。起用に応える活躍でチームを2年連続年間優勝に導く原動力となった。
2005年に入ると前年終盤の活躍と、多くの選手が代表招集や負傷で離脱していた事もあり2月のA3チャンピオンズカップに主力メンバーとして栗原勇蔵、中西永輔と共に3バックに起用され2試合で1失点に抑える活躍を見せていたが、発熱により最終戦を欠場すると チームは敗戦しこの大会を3位で終えた。リーグ戦ではチームが開幕戦からの2試合で3失点を喫すると、続く4月2日のJ1第3節新潟戦でスタメン起用され、1失点を喫するものの1ゴール1アシストの活躍で勝利に貢献する。河合にとってはこの得点がJリーグ初ゴールとなった。この活躍もあって以降も3バックの一角を担い多くの試合で先発起用された。リーグ戦と並行してACLの予選にも主力として3試合に起用されチームの守備を支え奮闘するも、5月11日の山東魯能では退席処分に見舞われるなどの不運もあり チームは2年連続で予選敗退が決定した。一方で、チームは過密日程の影響もあってリーグ戦の序盤から勝てない試合が続き苦戦を強いられると、7月からはボランチで起用される試合も見られ、終盤には4連勝を果たすも最終的に9位でシーズンを終える事となった。
2006年はリーグ戦の序盤こそサブメンバーに留まったが、3月18日J1第3節C大阪戦の後半30分にマグロンと替わり途中出場を果たし、限られた出場時間の中で得点の起点となる活躍を見せ勝利に貢献すると、4月以降は主力として出場した試合では全てスタメンで起用され、ボランチでプレーする機会も多くなりマグロン、那須大亮、上野良治らとダブルボランチを組んだ。その一方でチームは前年同様に勝ち切れない試合が続きリーグ戦では下位に低迷し、8月23日のJ1第19節大宮戦で敗戦したのを受け監督の岡田が辞任。後任には水沼貴史が指揮を執る事になるが、同監督からは累積警告による出場停止で欠場を余儀なくされた試合を除く全試合に主にボランチとしてスタメンで起用されると、9月9日のJ1第22節川崎戦でシーズン初ゴールを挙げるなど 守備だけに留まらず攻撃の起点としても奮闘するが、チームの成績は一時的に持ち直すも低迷からの脱却までには至らず最終的に前年と同じ9位でシーズンを終えた。また、同年開催のヤマザキナビスコカップにも予選リーグから主力として起用されベスト4入りに貢献、天皇杯でも横浜FMが登場した4回戦以降の全試合に主力として起用されベスト8入りに貢献した。
2007年、前年をもって水沼が監督を退任し新しく早野宏史が就任すると、早野は攻撃的なフォーメーションに河合をボランチの軸に据える布陣を採用。ワンボランチで起用される試合も多く見られ、攻守の要としてリーグ戦の全34試合のうち累積警告による出場停止で欠場した1試合を除く33試合でスタメン起用された。3月3日のJ1開幕戦となった甲府戦でボランチとして先発に起用されると90分間戦い抜き勝利に貢献。河合にとってはこれがプロ11年目にして初の開幕スタメンフル出場となった。このシーズンは攻撃の起点としても欠かせない活躍を見せており 河合自身も多くの得点を決めた。4月22日J1第7節大分戦でシーズン初ゴールを挙げると、リーグ戦の後半の6月30日J1第18節大分戦でもゴールを挙げ、終盤の11月24日J1第33節新潟戦では決勝点となるゴールを挙げ勝利に貢献。河合にとってはこの試合でJ1リーグ戦通算100試合出場を達成しており、自らのゴールでメモリアルに花を添える形となった。これらの活躍もあり最終的にチームは前年を上回る7位でシーズンを終え、同年のヤマザキナビスコカップの予選では河合を温存した試合も見られたが、出場した試合ではボランチとして欠かせない働きを見せ、予選グループを1位通過。決勝トーナメントにも主力として起用され前年に続くベスト4入りに貢献した。また、天皇杯でも主力として起用され5回戦進出を果たした。
2008年からは前年をもって退団した上野良治が長きに渡り背負っていた背番号6を継承し、また、横浜FMのキャプテンを中澤佑二より引き継いだ。この年から新監督に就任した桑原隆からも主力ボランチとして活躍が期待されたが、開幕前のキャンプで左ひざの怪我を負い離脱するとリーグ戦前半の多くの試合を欠場する事となった。5月17日J1第13節京都戦の後半23分に松田直樹に替わり途中出場で公式戦復帰を果たし、以降は最終節まで出場停止で欠場した試合を除く全試合にスタメンで起用された。一方、リーグ戦でチームは5月から7月まで1勝も出来ず降格圏に低迷する事態に陥ってしまい、この間に監督が木村浩吉に交替すると河合はセンターバックとして起用される試合も見られたが、8月からボランチとして起用されるようになるとチームの調子も上向き、リーグ戦の終盤には河合自身も得点を重ねた。11月8日J1第31節京都戦でシーズン初ゴールを挙げると、12月6日のJ1最終節浦和戦では後半1分にミドルシュートを決めたのを皮切りに続く同35分にも得点を挙げ勝利に貢献。河合にとってこれがプロ入り後初の1試合2ゴールとなった。また、同年開催のヤマザキナビスコカップではシーズン中盤の不振もあってベスト8に留まったが、天皇杯にも主力として起用されベスト4入りに貢献した。
2009年、前年に続きこの年もキャプテンを務め、主力ボランチとして活躍を期待されたが、リーグ戦の開幕直前に右内側側副靭帯損傷の大けがを負い長期離脱を余儀なくされた。この負傷の影響は大きく、監督の木村がコンディション重視の起用方針を取っていた事と 選手に複数ポジションの収得を求めた事から、河合が不在の間に同ポジションでは松田直樹をはじめ、山瀬功治、小椋祥平、兵藤慎剛、天野貴史、プロ3年目の長谷川アーリアジャスールら多くの選手が起用され、コンディションを取り戻し公式戦の復帰を果たすまでには実に半年を要する事になった。8月16日のJ1第21節F東京戦でベンチ入りすると、続く8月19日のJ1第22節大宮戦でスタメンに起用されシーズン初出場を果たし、以降はスタメンに定着し最終節までリーグ戦を戦い抜いた。決勝戦進出がかかる重要な試合となったヤマザキナビスコカップ川崎戦では9月2日の第1戦と9月6日の第2戦の共に先発で起用され攻守を支えたものの敗退。天皇杯にも横浜FMが登場した2回戦以降全試合に先発起用されたが、4回戦でまたもや川崎と対戦し敗退を喫する事となった。
2010年、木村和司が新監督に就任するとこれまでと一転して出場機会が激減し河合にとっては苦しいシーズンとなる。2年務めたキャプテンを栗原勇蔵と兵藤慎剛に引き継ぎ、リーグ戦が始まると木村は前年に河合の穴を埋める活躍を見せていた小椋祥平をボランチの軸に起用。また、小椋とのダブルボランチには松田直樹、波戸康広、金井貢史に加え、攻撃的な狩野健太、兵藤慎剛、中村俊輔、清水範久らが起用され、リーグ戦の後半まで河合にはほとんど出場機会を与えられず控えメンバーに留まった。一方で、ヤマザキナビスコカップでは出場機会が与えられたが結果には結び付かず、勝てない試合が続き予選リーグの敗退が決定。横浜FMにとっては8年連続決勝トーナメント進出を逃す事となった。8月に入るとリーグ戦でも徐々に出場機会が増え、8月21日のJ1第20節京都戦では後半28分に松田に替わり途中出場し右サイドで起用されると試合終了間際に決勝点となるゴールを挙げチームを勝利に導き、限られた出場時間の中で決定的な働きを見せると9月からは最終節までコンスタントにスタメンで起用され続けていたが、11月30日には河合と共に、松田、山瀬、清水ら長年に渡り横浜FMを支えてきた功労者との契約非更新の旨がクラブから発表され、シーズン終了後には幾つかのJクラブから誘いを受ける中で、河合はJ2のコンサドーレ札幌のオファーを受諾。12月28日にコンサドーレ札幌へ移籍する事が横浜FM、札幌の双方のクラブから発表された。

### コンサドーレ札幌
2011年、背番号は前年に石川直樹が背負っていた4を与えられ、ミッドフィールダーとして登録された。この年の札幌は前年にこの石川以外にも守備陣を中心に多くの主力選手がチームを去り再編を余儀なくされていた事もあって、クラブから河合はチームの中心選手として期待され、監督の石崎信弘からの指名により 札幌加入初年度ながらキャプテンを任される事になった。リーグ戦では、最終ラインの要として期待されたチアゴが調整不足の為に起用出来ず、河合と同じくこの年に移籍加入した若手の山下達也と共に開幕戦から不動のセンターバックとして守備を支え続け、一時はチームの失点数もリーグ最少を記録する。その一方でリーグ戦開幕当初から深刻な得点力不足にも陥っており 序盤は下位に低迷した。6月に入ると主力ボランチとして起用されていた芳賀博信が度重なる負傷による戦線離脱を繰り返し、8月からは高卒新人の櫛引一紀がセンターバックとして成長を見せスタメンに定着するようになると、河合はボランチにポジションを移し芳賀不在の穴を埋めるだけに留まらず、宮澤裕樹、高木純平らとダブルボランチを組み攻撃の起点としても活躍する。また、河合自身も10月30日のJ2第33節熊本戦では前半13分に先制点となる豪快なミドルシュートを決め勝利に貢献。これが河合のJ2初ゴールであった。これらの活躍もあってチームは好調を維持し続け、リーグ戦の後半から一気に成績も上昇し一時は首位に浮上した。終盤には連敗を喫するものの12月3日のJ2最終節F東京戦で勝利を収めた事で3位が決定しJ1昇格を果たす。最終的にこのシーズンはリーグ戦の全38試合のうち累積警告により出場停止となった1試合を除く全試合にスタメンで起用され、出場時間もチームトップの山下達也に次ぐ3,326分に到達するなど、チームの中心選手として札幌のJ1昇格には欠かせない大活躍のシーズンとなった。
2012年は前年に続きこの年も札幌のキャプテンを務め、チームの中心選手として攻守を支え続けるも一向にチームの勝利には結びつかず、Jリーグ史上最速降格記録を更新するなど非常に厳しいシーズンとなる。リーグ戦が開幕すると、センターバックでは山下達也が退団するも、オーストラリア代表のノースの加入と、前年終盤に成長を見せた櫛引一紀、高卒新人の奈良竜樹の存在もあって、河合はほとんどの試合を、宮澤裕樹、この年に移籍加入した山本真希、高卒新人の前貴之らとダブルボランチを組んで戦った。開幕戦からスタメン起用され続けていた一方でチームは勝てず序盤から最下位に沈み、リーグ戦で初勝利を挙げられたのは5月3日のJ1第9節C大阪戦であり、河合はこの試合で攻守を支えC大阪の攻撃陣を無失点に抑え勝利に貢献した。8年間在籍した古巣との対戦となった5月6日のJ1第10節横浜FM戦にもボランチとして先発で起用されるが敗戦。7月7日J1第17節新潟戦で負傷退場を喫してしまい長期離脱を余儀なくされるも、戦列復帰後も主力選手として起用され続け、9月29日のJ1第27節川崎戦で敗戦しJ2降格が決定してしまうと、続く10月6日J1第28節浦和戦では、強力な浦和の攻撃を防いだのみならず攻撃でも古田寛幸の先制点の起点となるパスなどで貢献し、2002年まで在籍した古巣を相手に勝利を収めた。シーズンオフにはJ2降格による緊縮財政に伴い多くの主力選手が退団するが、河合は「移籍をすることは少しも考えなかった」として札幌残留を明言。12月28日には契約更新の旨がクラブから正式に発表され、翌シーズンも引き続き札幌で戦う事が決まった。
2013年、前年をもって石崎信弘が監督を退任し新たに財前恵一が就任するが、この年もキャプテンを任される事が決まり、1歳上の砂川誠と共に年長者として大幅に若返ったチームを牽引しながらJ1昇格を目指す事になった。リーグ戦では、宮澤裕樹、この年に札幌に復帰した上里一将、高卒新人の深井一希、堀米悠斗らとボランチのポジションを争いながら開幕戦から先発出場し以降も全試合にスタメン起用されていたが、若手中心の布陣という事もあり序盤は勝てない時期が続き下位に低迷した。また、河合自身も4月14日J2第8節徳島戦で負傷退場し長期離脱を余儀なくされると、この負傷の影響が長引きリーグ戦終盤までの多くの試合を欠場する事となった。河合が不在の間に戦術がチームに徐々に浸透していったのと三上陽輔、荒野拓馬ら若手選手が成長を見せた事もあって勝ち星を積み重ね、プレーオフ進出を射程圏内に捉えられるまで順位を上げていくと、10月には河合もコンディションを取戻しスタメンに復帰する。以降は最終節まで全試合で起用され11月以降の全試合を無失点に抑え続け、終盤にはチームとしてこのシーズン初めての3連勝を収めるなど攻守を支えたが、11月24日J2最終節北九州戦でスコアレスドローに終わり、チームは後一歩のところでプレーオフ進出を逃した。この年は多くの試合を欠場するもシーズン中の9月にはクラブから契約延長のオファーを受けた事が報道によって明らかになっており、シーズンオフの12月30日は正式にクラブから契約更新した事が発表された。
2017年11月18日に行われた第32節の清水エスパルス戦で、左足腓骨骨折、左足三角靱帯の損傷を負い、長期離脱を余儀なくされた。
2018年シーズンは、40歳となったが昨季の怪我から6月には実戦復帰するもなかなか試合には絡めず、浦和在籍時の2002年シーズン以来の公式戦無出場でシーズンを終えた。12月2日に契約満了により8年間在籍した札幌を退団する事が発表された。
2019年1月、現役引退と北海道コンサドーレ札幌のフロントスタッフに就任すると発表された。

### 引退後
引退後は前述の通りコンサドーレのフロント入りし、「コンサドーレ・リレーションズチーム・キャプテン（CRC）」の役職名で、クラブの広報やホームタウンとの連携などを担う仕事に就いた。
2022年2月、⼀般社団法⼈コンサドーレ北海道スポーツクラブのスポーツダイレクターに就任。男子サッカー以外に女子サッカーの「北海道リラ・コンサドーレ」や、バドミントン及びカーリングチームを統括することになった。なおCRCは引き続き兼任する。

## 人物
靴のサイズは30.5cmで、高校時代にはその足の大きさから「鬼足」と呼ばれていた。
好きなサッカー選手はパトリック・ヴィエラ。子供の頃はフランク・ライカールトに憧れていた。横浜FM時代のチームメイトである清水範久、大島秀夫、天野貴史を仲の良い選手に挙げており、このうち大島とは札幌でもチームメイトになった。一方で河合と同じくハードな守備を売りとし、河合からボランチのポジションを奪った小椋祥平の事はライバルとしている。
河合が所属した横浜M、札幌でキャプテンを務めており、かつて若手時代に先輩からしてもらって嬉しかった事に自ら先輩として率先して取り組み、若手選手にも積極的に声を掛けるという。ピッチ外でも積極的に交流を図るなど面倒見が良いとされ この事からも河合を慕う選手は多い。兵藤慎剛は横浜FMで最も影響力のあった人物に松田直樹と共に河合を挙げており、「試合中でも軽いプレーを見せると、すかさず激しい激が飛んで来てピリッと身が引き締まる」と語っている。長谷川アーリアジャスールは鶴ヶ島中学校の後輩に当たり、長谷川が横浜FMユース在籍時のトップチームの練習に参加した際に最初に声を掛けてくれたのが河合だったとしている。乾貴士は横浜FMに在籍した新人時代、才能を評価されながら出場機会に恵まれず苦しんでいた時期に河合らベテランの助言を受けており、これがC大阪への移籍の決め手になったとしており、後に乾はC大阪での活躍が評価され海外移籍を果たし日本代表に登り詰めた。2011年より加入が決まった札幌では、チーム合流後すぐに積極的にチームメイトとコミュニケーションを取り、自らがフォロー役を買って出て選手間で年齢関係なく何でも言い合える環境作りに尽力した。当時の河合をチームメイトの内村圭宏は「本当に頼もしい人が来てくれたと思いましたね」と後に述懐しており、中山雅史は「札幌で一緒にやってみたら、すごくチーム全体のことを考えるヤツなんだなって感心した」と語っている。また、堀米悠斗は高卒ルーキーながら札幌の副キャプテンを務めており、この異例の抜擢には河合の意向があったとされている。
私生活では浦和を契約満了となった2002年オフに現夫人と結婚。2006年8月16日に長男が誕生している。また、ボランティア活動にも積極的に取り組んでおり、NPOスポーツオフィス・ワンの活動にも参加している。

## 所属クラブ
ユース経歴
- FC鶴ヶ島 （鶴ヶ島第一小学校）
- 鶴ヶ島中学校
- 西武台高等学校

プロ経歴
- 1997年 - 2002年  浦和レッドダイヤモンズ
- 2003年 - 2010年  横浜F・マリノス
- 2011年 - 2018年  コンサドーレ札幌

## 個人成績
| 国内大会個人成績 | 国内大会個人成績 | 国内大会個人成績 | 国内大会個人成績 | 国内大会個人成績 | 国内大会個人成績 | 国内大会個人成績 | 国内大会個人成績 | 国内大会個人成績 | 国内大会個人成績 | 国内大会個人成績 | 国内大会個人成績 |
| 年度             | クラブ           | 背番号           | リーグ           | リーグ戦         | リーグ戦         | リーグ杯         | リーグ杯         | オープン杯       | オープン杯       | 期間通算         | 期間通算         |
| 年度             | クラブ           | 背番号           | リーグ           | 出場             | 得点             | 出場             | 得点             | 出場             | 得点             | 出場             | 得点             |
| 日本             | 日本             | 日本             | 日本             | リーグ戦         | リーグ戦         | リーグ杯         | リーグ杯         | 天皇杯           | 天皇杯           | 期間通算         | 期間通算         |
| ---------------- | ---------------- | ---------------- | ---------------- | ---------------- | ---------------- | ---------------- | ---------------- | ---------------- | ---------------- | ---------------- | ---------------- |
| 1997             | 浦和             | 33               | J                | 0                | 0                | 0                | 0                | 0                | 0                | 0                | 0                |
| 1998             | 浦和             | 33               | J                | 0                | 0                | 0                | 0                | 0                | 0                | 0                | 0                |
| 1999             | 浦和             | 26               | J1               | 0                | 0                | 0                | 0                | 0                | 0                | 0                | 0                |
| 2000             | 浦和             | 26               | J2               | 13               | 0                | 0                | 0                | 2                | 0                | 15               | 0                |
| 2001             | 浦和             | 17               | J1               | 1                | 0                | 0                | 0                | 0                | 0                | 1                | 0                |
| 2002             | 浦和             | 17               | J1               | 0                | 0                | 0                | 0                | 0                | 0                | 0                | 0                |
| 2003             | 横浜FM           | 35               | J1               | 11               | 0                | 3                | 0                | 3                | 1                | 17               | 1                |
| 2004             | 横浜FM           | 35               | J1               | 9                | 0                | 3                | 0                | 1                | 0                | 13               | 0                |
| 2005             | 横浜FM           | 35               | J1               | 22               | 1                | 2                | 0                | 0                | 0                | 24               | 1                |
| 2006             | 横浜FM           | 35               | J1               | 25               | 1                | 9                | 0                | 3                | 0                | 37               | 1                |
| 2007             | 横浜FM           | 35               | J1               | 33               | 3                | 7                | 0                | 2                | 0                | 42               | 3                |
| 2008             | 横浜FM           | 6                | J1               | 20               | 3                | 5                | 0                | 3                | 0                | 28               | 3                |
| 2009             | 横浜FM           | 6                | J1               | 11               | 0                | 2                | 0                | 3                | 0                | 16               | 0                |
| 2010             | 横浜FM           | 6                | J1               | 14               | 1                | 3                | 0                | 1                | 0                | 18               | 1                |
| 2011             | 札幌             | 4                | J2               | 37               | 1                | -                | -                | 0                | 0                | 37               | 1                |
| 2012             | 札幌             | 4                | J1               | 25               | 0                | 1                | 0                | 1                | 0                | 27               | 0                |
| 2013             | 札幌             | 4                | J2               | 21               | 0                | -                | -                | 1                | 0                | 22               | 0                |
| 2014             | 札幌             | 4                | J2               | 31               | 1                | -                | -                | 1                | 0                | 32               | 1                |
| 2015             | 札幌             | 4                | J2               | 30               | 0                | -                | -                | 1                | 0                | 31               | 0                |
| 2016             | 札幌             | 4                | J2               | 15               | 0                | -                | -                | 2                | 0                | 17               | 0                |
| 2017             | 札幌             | 4                | J1               | 20               | 0                | 5                | 0                | 0                | 0                | 25               | 0                |
| 2018             | 札幌             | 4                | J1               | 0                | 0                | 0                | 0                | 0                | 0                | 0                | 0                |
| 通算             | 日本             | 日本             | J1               | 191              | 9                | 40               | 0                | 17               | 1                | 248              | 10               |
| 通算             | 日本             | 日本             | J2               | 147              | 2                | 0                | 0                | 7                | 0                | 154              | 2                |
| 総通算           | 総通算           | 総通算           | 総通算           | 338              | 11               | 40               | 0                | 24               | 1                | 402              | 12               |

その他の公式戦
- 2004年
  - Jリーグチャンピオンシップ 2試合1得点

| 国際大会個人成績 | 国際大会個人成績 | 国際大会個人成績 | 国際大会個人成績 | 国際大会個人成績 |
| 年度             | クラブ           | 背番号           | 出場             | 得点             |
| AFC              | AFC              | AFC              | ACL              | ACL              |
| ---------------- | ---------------- | ---------------- | ---------------- | ---------------- |
| 2004             | 横浜FM           | 35               | 3                | 1                |
| 2005             | 横浜FM           | 20               | 3                | 0                |
| 通算             | AFC              | AFC              | 6                | 1                |

その他の国際公式戦
- 2005年
  - A3チャンピオンズカップ 2試合0得点
- 2000年5月22日 - プロ初出場 (Jリーグ) - 大宮アルディージャ戦 (大宮サッカー場)
- 2003年12月14日 - プロ初得点 (天皇杯) - 市立船橋高校戦 (三ッ沢球技場)

## 獲得タイトル
横浜F・マリノス
- Jリーグ ディビジョン1 - （2003年、2004年）

北海道コンサドーレ札幌
- J2リーグ（2016年）